# Hanková
Hanková (allemand : Henkendorf bei Dobschau, est un village de Slovaquie situé dans la région de Košice.

## Histoire
Première mention écrite du village en 1556.

## Démographie

### Évolution de la population
| Année:               | 1994. | 2004.    | 2014.    | 2024.   |
| -------------------- | ----- | -------- | -------- | ------- |
| Nombre de personnes: | 73    | 55       | 83       | 78      |
| Différence:          |       | -24,65 % | +50,90 % | -6,02 % |

| Année:               | 2023. | 2024.   |
| -------------------- | ----- | ------- |
| Nombre de personnes: | 79    | 78      |
| Différence:          |       | -1,26 % |